# 海綿寶寶：海陸大出擊
《海綿寶寶：海陸大出擊》（英語：The SpongeBob Movie: Sponge Out of Water），是一部於2015年上映的3D真人動畫電影，這部電影採用真人與動畫來共同演出，並由派拉蒙電影公司發行。
台灣上映日期定於2015年1月30日上映，發行商由派拉蒙影視公司發行，此次真人版導演由保羅·提比與麥克·米契共同執導。

## 劇情
這次海綿寶寶、派大星、章魚哥、蟹老闆、皮老闆將離開海底的比奇堡家園，為了奪回被偷走的美味蟹堡祖傳秘方，他們來到陸地上，化身為超級英雄展開一場大作戰。

## 演員
| 演員              | 演員   | 演員   | 角色                                                                           |
| 英版              | 台版   | 港版   | 角色                                                                           |
| ----------------- | ------ | ------ | ------------------------------------------------------------------------------ |
| 湯姆·肯尼         | 魏伯勤 | 郭俊廷 | 海綿寶寶/無敵泡泡俠（SpongeBob SquarePants/Invincibubble），主角，蟹堡王廚師。 |
| 比爾·法格巴克     | 符爽   | 陳志強 | 派大星/超級英雄葛格（ Patrick Star/Mr. Superawesomeness）,海綿寶寶的好友。     |
| 羅傑·布帕斯       | 曹冀魯 | 李家輝 | 章魚哥/破音哥（Squidward Tentacles/Sour Note），蟹堡王收銀員。                 |
| 克蘭西·布朗       | 宋克軍 | 陳德   | 蟹老闆/蟹爪天王（Mr. Krabs），蟹堡王老闆。                                     |
| 卡羅琳·勞倫斯     | 楊凱凱 | 莊巧怡 | 珊迪/松鼠姐姐（Sandy Cheeks/The Rodent），松鼠。                               |
| Mr. Lawrence      | 于正昇 | 陳偉權 | 皮老闆（Sheldon J. Plankton/Plank-Ton），海之霸老闆。                          |
| 安東尼奧·班德拉斯 | 陳幼文 | 黎家希 | 海盜阿成（Burger-Beard the Pirate）                                            |

## 制作
2004年《海绵宝宝历险记》问世后，制片人朱莉亚·皮斯特（Julia Pistor）说拍续集不太可能了，尽管影片的票房表现不俗。2009年接受《数码间谍》采访时，《海绵宝宝》的编剧兼执行制片人保罗·提比被问到续集的可能性，他说：“我认为他们已经在探讨这件事了，但我还没有签下任何合约。感觉我们已经降了太多的故事，《海绵宝宝》以这种11分钟的短片形式呈现非常好。”他进一步表示，再做一部电影是“巨大的挑战”。然而，提比否认续集不可能出现，表示：“我没有说过不会，但我不知道这会不会成为又一部作品。”2010年，尼克国际儿童频道据称已接触节目原创，商讨创作又一部改编电影的事宜。电视台一直希望和派拉蒙影业合作，发行另一部《海绵宝宝》电影，让连续剧从不断下降的收视率中重振雄风。然而，内部分歧推迟了合作。
2011年3月4日，《洛杉矶时报》撰文率先报道派拉蒙“另一部《海绵宝宝》电影”在开发中。几个月后的7月份，派拉蒙组建旗下全新的动画部门派拉蒙动画，紧随2011年计算机动画《兰戈》票房和口碑双丰收之后，而后来在2012年，梦工厂动画公司和派拉蒙的发行合约高满，梦工厂结束合作。派拉蒙总裁兼首席执行官菲利普·道曼和尼克国际儿童频道母公司维亚康姆于2012年2月28日正式宣布续集在开发中，定于2014年上映，表示“我们会在2014年末发行《海绵宝宝》大电影”。道曼补充道，影片“会启动或纳入我们开启新动画尝试的电影作品”。尼克国际儿童频道希望影片的海外票房超越2004年作品，便不断增加全球上映范围。他表示：“这会继续推动《海绵宝宝》步向国际化”。
2014年6月10日，制作宣布开始，制作名称定为《海绵宝宝历险记2》（The SpongeBob SquarePants Movie 2），而部分行业出版物称本片为《海绵宝宝2》（SpongeBob SquarePants 2）。影片执行制片人由连续剧作者史蒂芬·海伦伯格担任。2004年《海绵宝宝历险记》上映后，他辞任了节目的节目制作人。他不再参与节目的日常创作或播映工作，但会评价每一集并提出建议。然而，2012年接受托马斯·弗朗西斯·威尔逊采访时，海伦伯格声称他协助影片的制作。2013年年末，提比在Twitter上透露“史蒂芬（海伦伯格）和我一同写新电影的剧本，他每天都到片厂和我们工作。”影片将于2014年11月杀青。影片制作收官后，海伦伯格重新担任节目的执行制作人，如今有更多的创意投入，频繁参与剧组会议。

### 选角
系列和2004年前作的经典角色悉数回归。2013年8月，的选角导演开始为真人动画场景的临时演员举行选角面试。2013年9月21日，据报西班牙演员安东尼奥·班德拉斯为选为真人角色海盗阿成的演员。

### 动画
影片的动画由韩国的草图韩国负责。创意总监文森特·沃勒（Vincent Waller）表示：“我们正让动画变得了不起”。续集和前作一样，融合传统动画和真人动画，同时采用由澳大利亚墨尔本的处理的计算机生成动画。此前曾在《海绵宝宝历险记》中担任角色设计和首席故事分镜师的薛尔曼·科恩在续集中回归，2005年，他曾离开节目。连续剧作画监督汤姆·安美和阿兰·斯马特创作影片的曝光表。影片的大部分角色设定组员都来自连续剧。
2012年，派拉蒙为即将上映的影片举行推介会时，影片首次以“CGI类动画”“3D长片”的身份展出。奥兰多尼克国际度假村于2013年初上映3D短片《海绵宝宝4D：营救大果冻》后，高管们曾谈过要将3D体视学永远流传下去。导演提比在Twitter上被问到电影将会采用什么动画技术时，回答道：“我不想透露任何事，但（它）大部分是2D。”
2014年3月，派拉蒙在美国全国影院业主协会电影展上放映影片的真人动画片段。新闻网站报道影片采用了计算机生成动画（CGI），其中互联网电影资料库的编辑评论道：“派拉蒙宣布将有一部新的《海绵宝宝》电影时，就有了这（像《海绵宝宝》的其他化身一样）会是一部动画片。今晚展出的小片段反而暗示它看上去类似于《鼠来宝》、《瑜珈熊》和《蓝精灵》等作品的CGI、真人动画杂交品。”在CraveOnline发布的一篇文章中，作者爱德华·道格拉斯（Edward Douglas）写道：“CGI动画看起来很怪异”。菲利普·道曼解释称，CGI元素为了让角色“活灵活现，获得另一种提升”。

### 摄制
影片的真人实拍镜头由迈克·米歇尔执导。摄制于2013年9月30日启动，持续到2013年11月5日，在乔治亚州萨凡纳和泰比岛等多个地点取景。7月11日，萨凡纳电影服务办公室（The Savannah Film Office）率先宣布影片将会在萨凡纳拍摄真人实拍镜头40天。办公室地方专员威尔·哈马尔格伦（Will Hammargren）表示影片将会给市的经济贡献800万美元，包括至少5600次酒店夜宿。
2013年9月30日，因杰伊·雪夫（Jay Self）被解雇，影片的制作启动被中断。根据萨凡纳休闲服务部门主管乔·希鲁斯（Joe Shearouse）的备忘录，雪夫因“没能妥善规范和管理影片的安排”而被解雇。雪夫被指控对电影摄制一无所知，还被当地居民投诉扰民。而另一篇报道则指雪夫被解雇的原因，是派拉蒙和萨凡纳电影办公室就当地企业与派拉蒙协商拍摄期间可能有的商业损失存在分歧。
影片搭景准备期间，剧组沿着布劳顿街（Broughton Street）的店面喷漆，仿造名叫“盐浅滩”（Salty Shoals）的“海滩社群”。雪夫表示，“他们试着把它包装成海边的样子。”位于布劳顿街，隶属于萨凡纳艺术设计学院的珍图书馆与信托剧院（Jen Library and Trustees Theater）被改造成海事博物馆。早在2013年8月，派拉蒙接触学院，商讨将图书馆用作取景地。学院同意后，制片方的艺术部开始改造被选作去景点的大楼。摄制期间，大楼继续向学生开放，而信托会冠名的“SCAD”仍然保持不变。其他机构，例如花店、便利商店和咖啡店分别改成冲浪、牛乳糖和浮标店。雪夫表示：“这种改变是临时的，所有建筑在拍摄完成后会恢复成原本的颜色。”
10月9日，市区摄制启动，布莱顿街蒙哥马利街（Montgomery Street）和哈伯斯罕街（Habersham Street）部分路段关闭到10月18日。早在10月9日，当地居民便收到剧组散发的详述拍摄可能会对他们造成的不便的黄色传单。饰演海盗的演员安东尼奥·班德拉斯在一艘带轮子的海盗船上拍摄追车戏。有一次，一位剧组成员意外造成市中心一座大楼受损，将一名女士送到了坎德勒医院（Candler Hospital）。电影服务办公室的威廉·哈马格伦（William Hammargren）表示派拉蒙获允许在某些封闭地段使用机动车，但许可证并不延伸到行车道。
10月18日，市中心拍摄结束。当天还举行了抽奖活动，市长埃德娜·杰克逊（Edward Jackson）宣布了获奖者。奖品包括海绵宝宝主题派对、自行车、马歇尔度假屋独家、萨凡纳小餐馆晚餐、礼品券和一台60吋电视。市中心的拍摄过后，取景地企业对制作团队的评价褒贬不一。企业主认为，选择用来拍戏的10月份是“布莱顿商人的大日子”。有些商人建议将2月、7月或8月定为拍摄的首选时间。
泰比岛的拍摄于10月21日启动。电影制片人获准在泰比岛市政厅举办完会议后拍戏，而企业和居民对拍戏可能造成的影响表示担忧，同时还担心威胁海龟的安全。乐队枪与玫瑰乐手史莱许在泰比岛的拍摄现场被人看到，尽管他在成片中没有出场。后来剧组带上骑自行车的临时演员，移师斯特兰德大街（Strand Avenue）拍摄追车戏。

## 電影歌曲
| 曲別   | 歌曲名稱   | 作詞 | 作曲 | 演唱者  | 備註 |
| 主題曲 | Squeeze Me | 待查 | 待查 | N*E*R*D |      |

在本劇中出現The good, the bad and the ugly（黃昏三鏢客）的經典電影配樂：Ecstasy of Gold為橋段插曲。

## 發行

### 評價
爛番茄新鮮度80%，基於100條評論，平均分為6.5/10，但觀眾評價僅有54%；而在Metacritic上得到62分，代表「普遍好評」，IMDB上得6分，收穫多數好評，但普遍不受觀眾青睞。

### 票房
中国大陆收获5610万人民币。
| 上一届： 《美国狙击手》 | 2015年美国周末票房冠军 第6週 | 下一届： 《格雷的五十道陰影》 |

## 续集
2015年2月，派拉蒙全球发行营销总裁梅根·科里森（Megan Collison）在访谈中谈到电影不俗的票房，指出第三部电影的可能性是“很好的赌注”。在另一个采访中，派拉蒙副主席罗伯·摩尔（Rob Moore）表示“希望拍另一部电影不用花十年”。2015年4月30日，维亚康姆在Twitter上宣布第三部《海绵宝宝》电影正在开发中。2015年8月3日，文森特·沃勒在Twitter上证实续集进入前期制作，同时保罗·提比也确认回归担任导演，并和凯尔·麦卡洛克编剧。2015年11月，据宣布影片定档2019年2月8日，但档期之后推迟到2019年3月。2015年11月11日，沃勒在Twitter证实影片大部分采用传统上的计算机生成动画加真人实拍镜头。编剧乔纳森·阿尔贝和格伦·伯杰2016年1月在采访中表示正创作第三部《海绵宝宝》电影。2016年4月，分镜画家鲍勃·坎普表示漫画家约翰·克里法拉西正在开发一部提前于本片上映的新《莱恩与史丁比秀》动画，然而克里法拉西在Twitter上否认在制作动画。2017年3月在电影展上，据宣布影片推迟到2019年8月2日上映。2017年3月28日，雅虎电影在它的Twitter上报道称影片将成为《海绵宝宝》的终篇，现任节目制作人沃勒暗示这不过是一部占位作品。之後改於2021年上映。

## 外部連結
- 海綿寶寶：海陸大出擊的Facebook專頁
- 互联网电影数据库（IMDb）上《海綿寶寶：海陸大出擊》的资料（英文）
- Box Office Mojo上《海綿寶寶：海陸大出擊》的資料（英文）
- 爛番茄上《海綿寶寶：海陸大出擊》的資料（英文）
- Metacritic上《海綿寶寶：海陸大出擊》的資料（英文）
- AllMovie上《海綿寶寶：海陸大出擊》的资料（英文）
- Yahoo奇摩電影上《海綿寶寶：海陸大出擊》的資料（繁體中文）
- 開眼電影網上《海綿寶寶：海陸大出擊》的資料（繁體中文）
- 豆瓣电影上《海綿寶寶歷險記：海綿出水》的資料 （简体中文）
- 时光网上《海綿寶寶歷險記：海綿出水》的資料（简体中文）